# Ellerteich
Der Ellerteich ist ein denkmalgeschützter Teich in Harzgerode auf dem Gebiet des Ortsteils Stadt Güntersberge in Sachsen-Anhalt.

## Lage
Der Teich liegt umgeben von Wäldern etwa zwei Kilometer westlich von Güntersberge. Nördlich des Teichs führen der Selketalstieg, der Hasenweg und die Selketalbahn vorbei.

## Gestaltung und Geschichte
Der Ellerteich wurde vermutlich im Jahr 1752 als Bergbauteich angelegt. Andere Angaben nennen als Bauzeit den Anfang des 18. Jahrhunderts. Das aufgestaute Wasser des Kunstteichs diente zum Antrieb eines Wasserrades. Aufgestaut wird ein kleiner Bach, der einige Meter nach dem Teich dann in die Selke mündet. Der an der Ostseite des Teichs befindliche Steinschüttdamm ist mehr als fünf Meter hoch und hat eine Länge von etwa 70 Metern. Das aus Platten aus Haustein gefertigte Gerenne ist im Original erhalten. Auch Reste der Striegelanlage sind vorhanden.
Der Teich verfügt über zwei kleine Inseln und weist eine Fläche von etwa 5.000 m² auf. Auf dem Damm steht eine Sitzbank und am südlichen Ende eine Rastgelegenheit. Für den Ellerteich besteht ein Bade- und Angelverbot.
Der Teich wird als für die Technik- und Ortsgeschichte bedeutsam eingeschätzt. Im örtlichen Denkmalverzeichnis ist der Teich unter der Erfassungsnummer 094 50013 als Baudenkmal verzeichnet.